# جزيرة أديلايد
وانظر أيضا جزيرة أديلايد (نهر سانت لورانس)
جزيرة اديلايد أو جزيرة أديلايده أو جزيرة بلغرانو هي جزيرة كبيرة، وأساسا مغطاة بالجليد، 75 ميلا طولا و 20 ميلا عرضا تقع في الجانب الشمالي من خليج مارغريت قبالة الساحل الغربي لشبه جزيرة أنتاركتيكا. ترتبط الجزيرة بالمطالب الاقليمية الأرجنتينية والبريطانية والشيلية في أنتاركتيكا 67°15′S 68°30′W / 67.25°S 68.5°W.
اكتشفت جزيرة اديلايد في عام 1832 من قبل البعثة البريطانية بقيادة جون بسكو.خضعت الجزيرة في الأول لمسح من قبل البعثة الفرنسية لأنتاركتيكا (1908-1910) تحت قيادة جان بابتيست شاركو.
مصدر اسم الجزيرة غير معروف. كتبت المسح البريطانية لأنتاركتيكا في سجلات الدولة ان شاركو سمى الجزيرة «آديلي لاند» بعد العدد الهائل من بطاريق آديلي التي عاشت على ساحلها (طيور البطريق التي سميت على اسم زوجة دومون دورفيل). هذا وقد تحول اسمها إلى جزيرة أديلايد من قبل البريطاني بعثة غراهام لاند (1934 -37). كما كان من المفترض أن اسم الجزيرة كان من قبل بسكو نسبة إلى الملكة اديلايد في المملكة المتحدة.

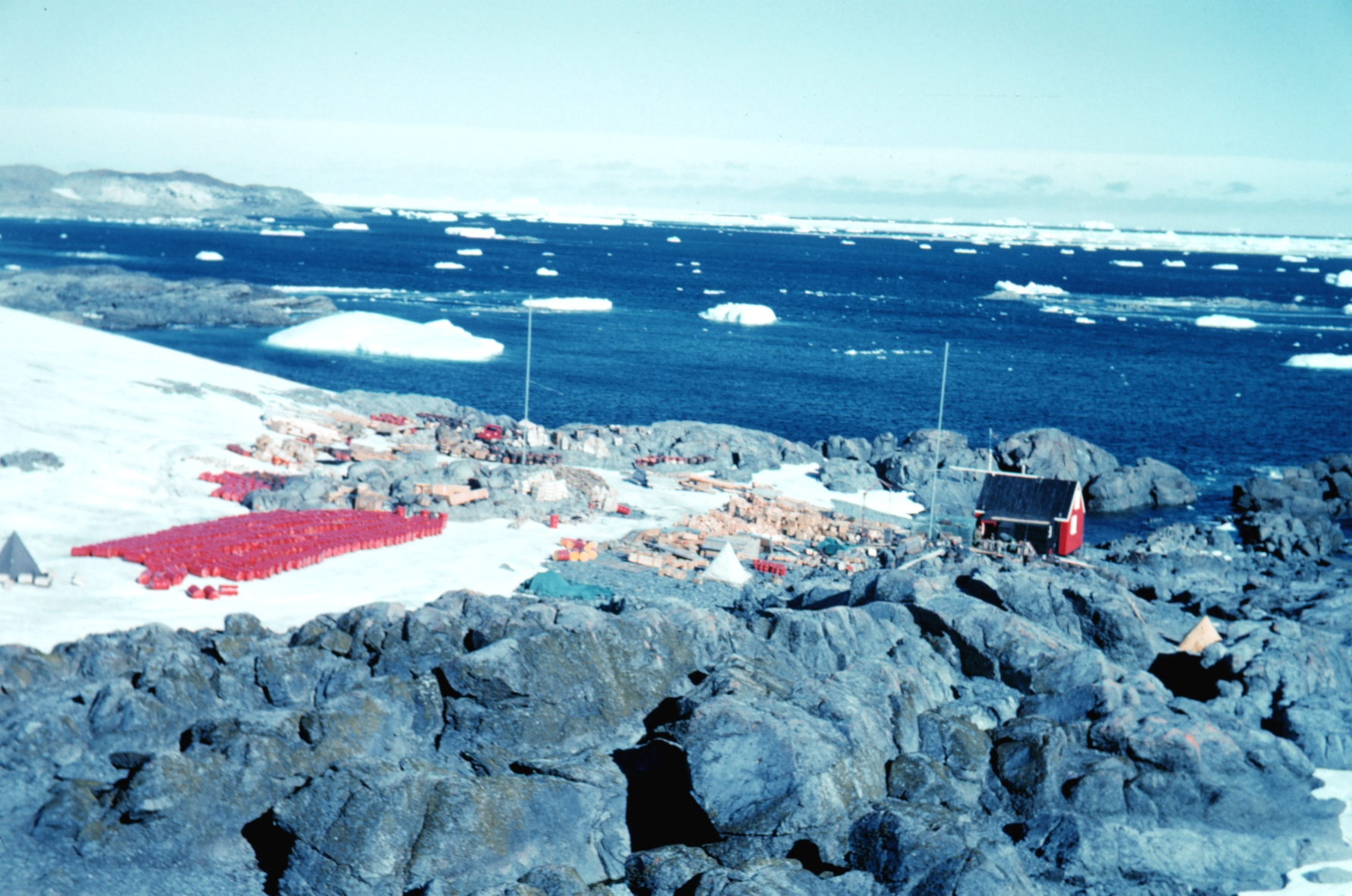
قاعدة اديلايد، فبراير 1962

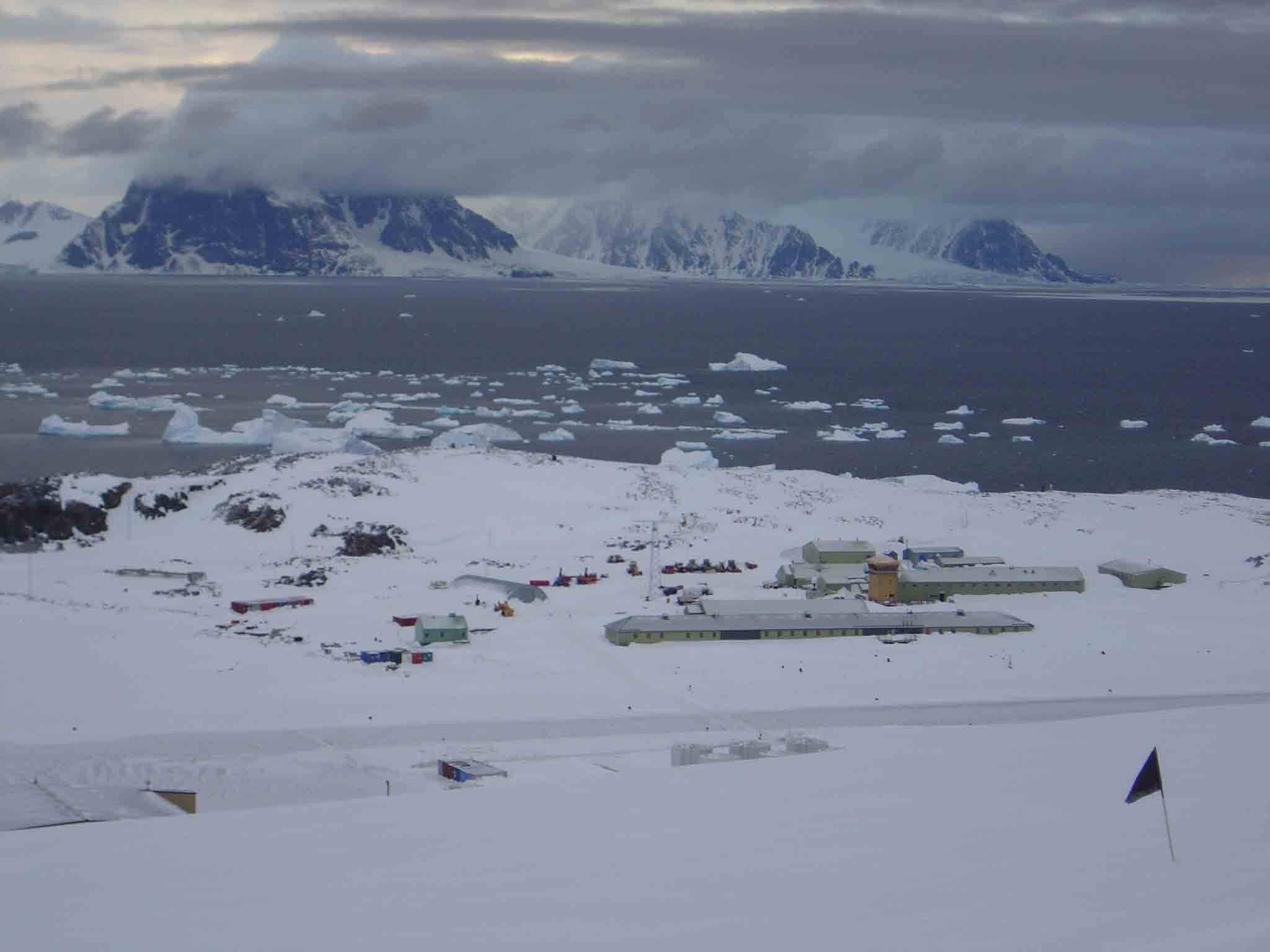
محطة روثيرا نوفمبر 2003، تتطلع نحو شبه جزيرة أنتاركتيكا

في الجزيرة محطتان. قاعدة جزيرة اديلايد القديمة (المعروفة أيضا باسم قاعدة تي) أنشئت من قبل مسح تبعيات جزر فوكلاند (FIDS)، الذي أصبح المسح البريطاني لأنتاركتيكا. كانت القاعدة مغلقة بسبب الطريق الغير مستقر وكانت عمليات نقلت إلى محطة روثيرا الجديدة خلال 1976 / 1977، فإن هذه القاعدة لا تزال مفتوحا حتى يومنا هذا. قاعدة باس القديمة تم نقلها إلى سيطرة الشيلي في عام 1984، عندما تم تغيير اسمها قاعدة تنينتي كارفاخال لويس فيلارول. المحطة كانت تستخدم بعد ذلك باعتباره محطة الصيف فقط للشيليين. إلا أن الطريق الثلجي، و'الطريق المنحدر' إلى المحطة من الهضبة كلها حتى أصبحت غير مستقرة إلى أن اوقفت القوة الجوية التشيلية (FACh) جميع أنشطتها هناك. قد زارت القوات البحرية الشيلية المحطة تقريبا كل صيف لضمان الحفاظ عليها جيدة. قام موظفو باس أيضا بزيارة المحطة خلال فصل الشتاء عندما كان الوصول إلى الهضبة سهلا.
نظرا لطول الفترة الزمنية التي كان من سكنوا الجزيرة جيدا رسمها أنتاركتيكا المعايير.

## وصلات خارجية
- وبا لرسم الخرائط كتالوج[وصلة مكسورة]
- الصور في وبا